# LGV des Titans
La LGV des Titans ou LGV Mâcon-Genève ou LGV Léman Mont-Blanc est un projet abandonné de ligne à grande vitesse qui devait relier Mâcon à Genève. Le nom des Titans fait référence à celui de l'autoroute A40 sur le même parcours, entre Mâcon et l'agglomération genevoise.
En 1988, dans La transversale Bourg-en-Bresse - Genève par Nantua, élément dʼun réseau ferroviaire européen à grande vitesse?, le cabinet d'ingénierie suisse  Bonnard & Gardel SA préconise une ligne nouvelle passant par la cluse de Nantua. À la demande des collectivités locales concernées en Suisse et en France, un groupe de travail franco-suisse est créé en décembre 1990. À partir de Genève, des temps de parcours de 2 h 15 vers Paris et de 1 h vers Lyon sont envisagés.
Le schéma directeur des liaisons ferroviaires à grande vitesse de 1991 retient la construction de ce barreau permettant d'accélérer les relations entre Paris et Genève. Mais le coût élevé de l'opération, environ douze milliards de francs (environ 2,9 milliards d'euros en 2022), fait abandonner le projet en 1997, remplacé par la réouverture de la ligne du Haut-Bugey, modernisée, qui permet un gain d'environ vingt minutes par son tracé plus court de 47 kilomètres que l'axe existant via Ambérieu-en-Bugey et Culoz,. 